# Kanton Tessy-sur-Vire
Kanton Tessy-sur-Vire (francouzsky Canton de Tessy-sur-Vire) byl francouzský kanton v departementu Manche v regionu Dolní Normandie. Tvořilo ho 14 obcí. Zrušen byl po reformě kantonů 2014.

## Obce kantonu
- Beaucoudray
- Beuvrigny
- Chevry
- Domjean
- Fervaches
- Fourneaux
- Gouvets
- Le Mesnil-Opac
- Le Mesnil-Raoult
- Moyon
- Saint-Louet-sur-Vire
- Saint-Vigor-des-Monts
- Tessy-sur-Vire
- Troisgots